# Rubia fruticosa
Rubia fruticosa é uma espécie de planta com flor pertencente à família Rubiaceae. 
A autoridade científica da espécie é Aiton, tendo sido publicada em Hortus Halensis 1: 147. 1789.

## Portugal
Trata-se de uma espécie presente no território português, nomeadamente os seguintes táxones infraespecíficos:
- Rubia fruticosa subsp. fruticosa - presente no Arquipélago da Madeira. Em termos de naturalidade é endémica da região Macaronésia. Não se encontra protegida por legislação portuguesa ou da Comunidade Europeia.